# 精靈三戒
在托爾金（J. R. R. Tolkien）的奇幻小說裡，伊瑞詹（Eregion）精靈的精靈三戒（Three Rings）是虛構的魔法人工製品。精靈三戒是二十枚力量之戒（Rings of Power）的其中三枚。
第二紀元1590年，在化名為「天賦宗師」安納塔的索倫（Sauron）離開了伊瑞詹後，凱勒布理鵬（Celebrimbor）方才鑄造了精靈三戒。因此索倫並沒有實際介入精靈三戒的製造，故精靈三戒因此未受玷汙，但凱勒布理鵬也是依索倫提供的知識而鑄造出精靈三戒，故本質上精靈三戒也受至尊魔戒（One Ring）的約束。當精靈察覺到索倫的真正意圖時，精靈便一直隱藏著精靈三戒的下落。在第三紀元末，至尊魔戒被摧毀後，精靈三戒被帶離中土大陸。

電影《魔戒首部曲：魔戒現身》裡的精靈三戒，由左至右分別是納亞、南雅及維雅。

## 納亞
納亞（Narya，昆雅語，意為“火的”），又稱為火之戒（Ring of Fire），是精靈三戒的其中一枚。
據《未完成的故事》所載，在精靈與索倫之戰爭（War of the Elves and Sauron）之初，凱勒布理鵬將納亞及維雅一併交給諾多族（Noldor）君王吉爾加拉德（Gil-galad）。吉爾加拉德隨即將納亞委託給米斯龍德（Mithlond）港口的首領瑟丹（Círdan），與《魔戒》附錄所說相符，但在《未完成的故事》稍後的篇章中，吉爾加拉德是在最後同盟之戰前，才將納亞委託給瑟丹。第三紀元，瑟丹認出甘道夫（Gandalf）是維林諾（Valinor）的邁雅（Maiar）之一，瑟丹將納亞交給甘道夫，在港口向他提供協助。納亞可給予使用者抵抗壓制、支配及絕望的力量，甚至可抵抗疲勞，瑟丹曾說：「拿走這隻戒指吧，你的擔子會變得沉重，但它在你疲勞的時候將會給予支持。這是火之戒，它會點燃你那發冷的心。」

## 南雅
南雅（Nenya），又稱為水之戒（Ring of Water）及鑽石魔戒（Ring of Adamant），是精靈三戒其中一只。也是三戒之首。這名字來自昆雅語 （Quenya）的nén，是指「水」的意思。
南雅是由秘銀打造的，鑲上一顆白石，推斷可能是鑽石（雖然「鑽石魔戒」已暗示這是鑽石，但仍未可明確地肯定）。南雅是由羅斯洛立安（Lothlórien）的凱蘭崔爾（Galadriel）使用，南雅所發出的光芒可以媲美星晨。佛羅多·巴金斯（Frodo Baggins）作為魔戒持有者，可以看見凱蘭崔爾手上的南雅，山姆·詹吉（Sam Gamgee）卻對凱蘭崔爾說「有顆星辰停留在你的手上」。
南雅的力量是「保護」性的，可保護使用者在邪惡當中隱匿。羅斯洛立安被南雅保護著，如非索倫本人前來攻擊，羅斯洛立安永遠不會陷落。凱蘭崔爾以此力量建立羅斯洛立安，但這也使她增加對大海的憧憬，她渴望返回海外仙境（Undying Lands）。索倫失敗及至尊魔戒被摧毀後，南雅與其他力量之戒（Rings of Power）一樣，力量減退了。凱蘭崔爾攜帶南雅在灰港岸（Grey Havens）上船，揚帆西去，其餘兩位精靈三戒持有者都帶同他們的戒指一起離開。南雅離開中土大陸後，羅斯洛立安的美麗也逐漸褪色，人口也越來越少。第四紀元121年，亞玟（Arwen）在羅斯洛立安去世，羅斯洛立安遂被廢棄。

## 維雅
維雅（Vilya），又稱氣之戒（Ring of Air）又稱護之戒，是精靈三戒之一。
索倫入侵伊瑞詹之前，維雅同納亞被轉移到林頓（Lindon）的吉爾加拉德那裡。吉爾加拉德稍後於第二紀元1701年把維雅交給愛隆（Elrond），在第二紀元末及第三紀元，愛隆一直是維雅的持有者。
維雅鑲有一顆藍寶石，因此又名為藍寶石魔戒（Ring of Sapphire），通常稱為氣之戒維雅。維雅是精靈三戒裡最強大的一只。有關維雅的力量並沒有明確地說明，但可推測維雅擁有治癒及保護的力量（《精靈寶鑽》說明凱勒布理鵬鑄造精靈三戒的目的是要治療及保護）。推測維雅可能有操控微小元素的力量，可用水跟火元素，只是能量較小，主要用來護衛，因為愛隆曾在戒靈嘗試入侵瑞文戴爾時召喚奔流。
索倫敗亡後，維雅的力量減弱。第三紀元末，愛隆攜帶維雅離開中土大陸。

## 註解
1. ↑  此處為《未完成的故事》中敘述的版本，但根據《魔戒》附錄中所述，維雅是在吉爾加拉德死前交給愛隆保管的。
2. ↑  據《魔戒》所述，維雅為三戒中力量最強的，但在《未完成的故事》中，曾有過南雅是“chief of the Three”的記載。